# Frédéric Ohlen
Pour les articles homonymes, voir Ohlen.
Frédéric Ohlen, né le 15 décembre 1959  à Nouméa, est un poète et romancier français.

## Biographie
En 1998, il fonde les éditions L’Herbier de Feu.

## Œuvres
- La Voie solaire, Ill. de Helga Thorsdottir, Paris, Éditions Librairie Galerie Racine, 1996, 130 p.  (ISBN 2-905618-76-0)
- Les Chemins de la création, Nouméa, Centre territorial de recherche et de documentation pédagogiques, 1992, 138 p. (BNF 35613574)
- La peau qui marche, Nouméa, Éditions L’Herbier de feu, 1999, 428 p.  (ISBN 2-913320-03-1)
- Brûlures, Nouméa, Éditions Grain de sable, col. « Esprit des temps », 2000, 142 p.  (ISBN 2-84170-065-8)
- Ô saisons, ô chateaux !, avec Manuel Touraille, Nicolas Kurtovitch, Nouméa, Éditions L’Herbier de feu, 2001, 115 p.  (ISBN 2-913320-13-9)
- Premier sang, Nouméa, Éditions Grain de sable, Col. « Esprit des temps », 2001, 92 p.  (ISBN 2-84170-092-5)
- Le Marcheur insolent, Nouméa, Éditions Grain de sable, col. « Esprit des temps », 2002, 190 p.  (ISBN 2-84170-078-X)
- La Lumière du monde, Nouméa, Éditions L’Herbier de feu, col. « L’Araucaria sauvage  », 2004, 139 p.  (ISBN 2-84170-113-1)
- Venir au jour, Nouméa, Éditions L’Herbier de feu, 2011, 82 p.  (ISBN 978-2-913320-20-8)
- Fils du ciel, Nouméa, Éditions L’Herbier de feu, 2011, 37 p.  (ISBN 978-2-913320-85-7)[1]
- «Zénon ou les hirondelles», in Nouvelles calédoniennes, La Roque d’Anthéron, France, Éditions Vents d’ailleurs, 2012, 128 p.  (ISBN 978-2-364-13011-1)
- Quintet, Paris, Éditions Gallimard, coll. « Continent noir », 2014, 368 p.  (ISBN 978-2-07-014487-7)
- Les Mains d'Isis, Paris, Éditions Gallimard, coll. « Continent noir », 2014, 368 p.  (ISBN 978-2-07-014983-4)

## Décorations
- Officier de l'ordre des Arts et des Lettres Frédéric Ohlen a été élevé au grade d’Officier  par l’arrêté du 31 août 2018[2].